# Замак у Малборку
Замак у Малборку (пољ. Zamek w Malborku) су у некадашњој Пруској саградили Тевтонски витезови као крсташки замак-град или Орденсбург. Ред му је дао име „Маријенбург“, што дословно значи „Маријин замак“. Око њега је нарастао град који се такође називао Маријенбург, али је од 1945. године, када је то подручје дошло под власт Пољске, добио назив Малборк. 
Замак представља класични пример средњовековне тврђаве, као и највећи од свих замака у стилу готике од опеке. УНЕСКО је замак у децембру 1997. прогласио локалитетом Светске баштине под назвом „Замак Тевтонског реда у Малборку“. Он је један од два локалитета Светске баштине у регији који потиче од Тевтонског реда. Други је Средњовековни град Торуњ, основан 1321. године као замак Торн.